# Р.В.С. (фильм)
«Р.В.С.» («Революционный военный совет») — советский приключенческий фильм на тематику Гражданской войны на Украине, снятый кинорежиссёром Алексеем Морозом на Киевской киностудии им. А. П. Довженко в 1977 году. Экранизация одноимённой повести Аркадия Гайдара.
Премьера фильма состоялась 11 октября 1977 года.

## Сюжет
Димка, приехавший в украинское село из Петрограда со своей матерью и младшим братом, стал свидетелем захвата села отрядами атаманов Козолупа и Левки. Он знакомится с беспризорником Жиганом и вместе они решают сбежать из села и вступить в Красную армию. Однажды в заброшенном сарае они находят раненого комиссара Сергеева.
Когда отряд Козолупа в очередной раз вступает в село, Жиган пробивается в город, который уже занят красными, со запиской Сергеева на бланке Революционного военного совета. Красноармейский отряд освобождает село от атаманов, благодаря смелости и решимости Димки и Жигана.

## Роли исполняют
- Вадик Шумейко — Димка
- Володя Чубарев — Жиган
- Анатолий Барчук — Павел Сергеев
- Алёша Труханенко — Топ
- Мария Кочур — мать Димки
- Николай Мерзликин — отец Димки
- Владимир Алексеенко — дед Захарий
- Вячеслав Сланко — красный командир
- Владимир Нечипоренко — комиссар
- Николай Олейник — Головень
- Владимир Волков — Козолуп
- Михаил Горносталь — Лёвка
- Кузьма Кулаков — отец Перламутрий
- Владимир Волков — Васильченко
- Вадим Голик — бандит
- Николай Гудзь — дежурный в штабе
- В. Деев — бандит
- Валерий Потапенко — бандит
- Анатолий Соколовский — бандит
- Юрий Самсонов — бандит
- Герман Царёв — священник
- Маргарита Янголь — эпизод
- Юрий Хаджиев — эпизод

## Съёмочная группа
- Автор сценария, художественный руководитель: Юрий Чулюкин
- Режиссёр-постановщик: Алексей Мороз
- Оператор-постановщик: Николай Кульчицкий
- Художник-постановщик: Вячеслав Капленко
- Композитор: Вячеслав Лиховид
- Автор текста песни: Аркадий Гайдар
- Звукооператор: Рэма Крупенина
- Режиссёр: Юлий Слупский
- Оператор: К. Бойко
- Художник по костюмам: Ольга Яблонская
- Художник-гримёр: Г. Одинович
- Монтажёр: С. Новикова
- Ассистенты режиссёра: Евгения Юревич, Е. Слободянюк
- Ассистенты оператора: В. Гутовский, В. Шкурко
- Ассистент художника: В. Заруба
- Ассистент художника по костюмам: А. Белеченко
- Комбинированные съёмки:
  - Оператор: В. Осадчий
  - Ассистент оператора: С. Янковенко
  - Художник: В. Дубровский
- Мастера по свету: Ю. Янкин, А. Просихин
- Редактор: М. Медникова
- Директор картины: Пётр Терещенко
- Симфонический оркестр Украинского телевидения и радио:
  - Дирижёр: Вадим Гнедаш

## Фестивали
- 1977 — Киевский международный кинофестиваль «Молодость»[2]